# Kurt Neifeind
Kurt Neifeind (* 29. September 1908 in Velbert; † 15. Dezember 1944 in Nagysurány) war ein deutscher Staatsbeamter und SS-Führer. Neifeind war Regierungsrat und zeitweise ein führender Mitarbeiter im Reichssicherheitshauptamt (RSHA).

## Leben
Nach dem Schulbesuch studierte Neifeind Rechtswissenschaften. Er schloss sein Studium 1932 mit der ersten juristischen und 1935 mit der zweiten juristischen Prüfung ab. 
Zum 1. Juni 1933 trat Neifeind der NSDAP bei (Mitgliedsnummer 3.385.047) und schloss sich der SS an (SS-Nummer 290.038). In der SS wurde Neifeind im April 1940 zum SS-Sturmbannführer und im April 1943 zum SS-Obersturmbannführer befördert.
1936 wurde er in den Sicherheitsdienst des Reichsführers SS (SD) aufgenommen. 1941 trat Neifeind als Regierungsrat ins Reichssicherheitshauptamt (RSHA) ein, in dem er innerhalb der Abteilung A („Organisation und Recht“) der Amtsgruppe II („Organisation, Verwaltung und Recht“) das Referat II A 2 („Gesetzgebung“) leitete. Später wechselte er mit seinem Referat in die Amtsgruppe III (Deutsche Lebensgebiete – SD-Inland), wo dieses fortan in der Abteilung A („Fragen der Rechtsordnung und des Reichsaufbaus“) als III A 5 untergebracht war. 
Im Januar 1942 nahm Neifeind im Ostministerium als Vertreter des RSHA an einer Konferenz teil, in der definiert wurde, wer in den besetzten Ostgebieten als Jude zu bezeichnen sei. Im Oktober 1942 nahm Neifeind zudem an einer der Folgekonferenzen der Wannseekonferenz zur „Endlösung der Judenfrage“ im Eichmannreferat des RSHA teil. Bei dieser, wie auch bei anderen Gelegenheiten, trat er dafür ein, den Begriff „Jude“ möglichst unklar zu fassen, um ihn je nach Wunsch anwenden zu können.
Bernhard Lösener, der als Beamter des Innenministeriums maßgeblich an der Umsetzung der Judenpolitik der NS-Zeit beteiligt war, beschrieb Neifeind nach dem Zweiten Weltkrieg in einem Erinnerungsbericht neben Adolf Eichmann, Blome und Reischauer als einen seiner vier wichtigsten „Gegenspieler“ bei seinen angeblichen Versuchen, die rechtliche Situation und die praktische Behandlung von Staatsorganen gegen Juden in moderatere Kanäle zu leiten. Des Weiteren kennzeichnet er Neifeind als einen der Hauptverantwortlichen bei der verwaltungsmäßigen Abwicklung der Judenvernichtung während des Zweiten Weltkrieges und benennt ihn ausdrücklich als eine jener Personen, die nicht nur eine ungefähre Ahnung davon gehabt hätten, was sich hinter dem Begriff „Endlösung“ verbarg, sondern genaue Kenntnisse besaß:
„Heydrich hatte sich auf dunkel gebliebene Weise von Göring (nicht Hitler!) einen ‚Auftrag zur Endlösung der Judenfrage‘ verschafft. Es ist mir trotz aller Bemühungen nie gelungen, diesen Auftrag zu Gesicht zu bekommen. […] Auf diesen ‚Auftrag zur Endlösung‘ beriefen sich aber von nun an Heydrich, Eichmann, Neifeind usw. Was die Endlösung sein sollte, wurde uns nie gesagt.
Vom RSHA wurde Neifeind im Mai 1944 wahrscheinlich als KdS nach Paris abkommandiert und später aufgrund „Versagens“ zum Tode verurteilt. Das Todesurteil wurde jedoch nicht vollstreckt. Neifeind kam stattdessen rangmäßig degradiert zur SS-Sondereinheit Dirlewanger, wo er im Dezember 1944 bei Kampfhandlungen starb. Neifeind ist auf der Kriegsgräberstätte in Važec beigesetzt.